# Чернушка гольцовая
Чернушка гольцовая (Erebia callias)— дневная бабочка из семейства бархатниц, вид рода Erebia.

## Описание

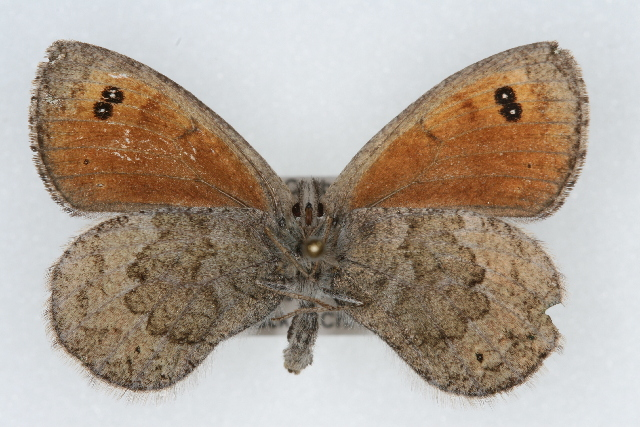
Нижняя часть крыльев

Длина переднего крыла 14—18 мм. Крылья бурые. На передних крыльях два чёрных глазка с белыми ядрышками соприкасаются друг с другом, расположены на кирпичном пятне. На заднем крыле в центре внешнего поля один — два мелких глазка или их нет. Снизу на передних крыльях такие же глазки, внешний край серый, остальная площадь крыльев красно-коричневая. Задние крылья снизу пепельно-серые с многочисленными коричневыми крапинками.

## Распространение
Населяет горы Южной Сибири и Монголии от Алтая до Хэнтея, север Восточной Сибири (хребет Черского), Камчатку (посёлок Эссо), Северную Америку.
Номинативный подвид обитает в горах Колорадо (Северная Америка), якутский подвид обитает на хребте Черского (известен только из истоков Иньяли и Мюрюле), на хребтах Порожний и Онельский. Остальные подвиды встречаются от северо-восточного Казахстана, по горам южной Сибири через Алтай и Саяны до Хамар-Дабана. Встречается также в Северной Монголии.
Обитает в кобрезевых тундрах, реже в других их типах, на скальных выходах по водоразделам, в высокогорных степях, лиственничных редколесьях, на пойменных галечниках. В Якутии населяет крутые склоны с каменистыми осыпями, которые покрыты разреженным лиственничником, травянистой и кустарниковой растительностью на высотах от 1000 до 1500 м над уровнем моря.

## Питание
Бабочки замечены на цветках порезника, лука красноватого, астры альпийской, льнянки.